# Ютаїт
Ютаїт — надзвичайно рідкісний вторинний мінерал, який утворюється шляхом окиснення міді та цинку. Хімічна формула: Cu5Zn3(Te6+O4)4(OH)8•7H2O.
Названий за штатом Юта (США) (A.Arzruni, 1884).
Мінерал був вперше описаний в 1997 році — знахідка на шахті Centennial Eureka, на відстані однієї милі на південний схід від Юрики, Тінтичний район, округ Джуеб, штат Юта, США. Місце виявлення — це шахтний звалище гідротермічного рудного родовища, мінерали-супутники — цезоброніт та кварц.
Хімічна формула: Cu5Zn3(Te6+O4)4(OH)8∙7H2O Склад (%): Zn — 12,72, Cu — 20,60, Te — 33,09, H — 1,44, O — 32,16. Утворюється у вигляді таблитчастих призматичних кристалів. Сингонія триклінна. Твердість 4-5. Густина 5,33. Колір світлосиній, синьо-зелений. Риса блакитна. Прозорий. Блиск скляний. Злам нерівний. Рідкісний другорядний мінерал, який знаходиться в окисненій зоні Cu-Zn-Te гідротермальних родовищ в асоціації із сесбронітом та кварцом.